# Steirastoma stellio
Steirastoma stellio là một loài bọ cánh cứng trong họ Cerambycidae.